# Schienerberg (Landschaftsschutzgebiet)
Der Schienerberg ist ein vom Landratsamt Konstanz am 13. September 1954 durch Anordnung ausgewiesenes Landschaftsschutzgebiet auf dem Gebiet der Stadt Singen am Hohentwiel sowie den Gemeinden Gaienhofen, Moos, Öhningen und Rielasingen-Worblingen.

## Lage
Das 43,3 km² große Schutzgebiet liegt im äußersten Süden Baden-Württembergs zwischen der Schweizer Grenze und dem Untersee. Es umfasst den Schiener Berg und die Halbinsel Höri. Das Gebiet gehört zum Naturraum Hegau.

## Landschaftscharakter
Die Landschaft der Höri wurde im Wesentlichen durch die eiszeitliche Vergletscherung des Bodenseebeckens geformt. Das Gebiet wird von großen, zusammenhängenden Waldbeständen geprägt, die durch eine kleinräumig strukturierte Kulturlandschaften unterbrochen werden. Die offenen und halboffenen Landschaftsteile werden durch Ackerbau und Grünlandnutzung sowie Obstbau geprägt und werden durch viele Feldhecken und Feldgehölze sowie verstreut liegende Feuchtbiotope strukturiert. Die Täler zahlreicher kleiner Bäche sind tobelartig in den anstehenden Nagelfluh eingeschnitten.

## Zusammenhängende Schutzgebiete
In das Landschaftsschutzgebiet sind die Naturschutzgebiete Moor am Oberbühlhof, Hangried Schrännen, Bühler Moos, Graues Ried und Segete eingebettet. Weitere Naturschutzgebiete und das Landschaftsschutzgebiet Bodenseeufer grenzen zum Seeufer hin an. Das Landschaftsschutzgebiet überschneidet sich in Teilen mit dem FFH-Gebiet Schiener Berg und westlicher Untersee und grenzt an das Vogelschutzgebiet Untersee des Bodensees an.